# Celine
Celine (horvátul: Celine) falu Horvátországban, Muraköz megyében. Közigazgatásilag Bottornyához tartozik.

## Fekvése
Csáktornyától 8 km-re északnyugatra, községközpontjától Felsőmihályfalvától 2 km-re keletre a Muraközi-dombság területén fekszik.

## Története
Celine 1857 és 1921 között Felsőkirályfalva része volt. 1921-ben önálló települése lett. 1931-ben 64, 1948-ban 85, 1953-ban 115 túlnyomórészt horvát lakosa volt. 1941 és 1945 között Magyarországhoz tartozott. 1981 és 1991 között újra, az akkor már Murasiklós községhez tartozó Felsőkirályfalva része. 1991-től Bottronyához tartozik. 2001-ben 99 háza és 340 lakosa volt.

## Nevezetességei
Szent István király tiszteletére szentelt kápolnája 1999-ben épült.

## Külső hivatkozások
- Bottornya község hivatalos oldala
- A bottornyai plébánia honlapja